# Marcion equestris
Marcion equestris är en insektsart som först beskrevs av Lethierry 1890.  Marcion equestris ingår i släktet Marcion och familjen spottstritar. Inga underarter finns listade i Catalogue of Life.